# RadioNome
RadioNome was een radioprogramma van de Nederlandse publieke omroep VPRO uit 1981 en 1982.
Het programma draaide experimentele muziek. Het programma werd gemaakt door Stephen Emmer en Richard Zeilstra (lid van de band Genetic Factor). Nieuwe bandjes werden uitgenodigd om live in de studio op te treden. De concerten van Luc Van Acker (18 december 1981) en Kaa Antilope (2 april '82) werden in 2009 door het label Enfant Terrible uitgebracht op lp. 
Het programma bracht zelf in 1982 een verzamelplaat uit op het VPRO-label met nummers van Stephen Emmer, Nine Circles, Van Kaye + Ignit, Smalts, Cargo Cultus en Genetic Factor. Het radioprogramma werd opgevolgd door Spleen.